# 브렌트 올브라이트
브렌트 올브라이트(Brent Albright, 1978년 11월 28일 ~ )는 미국의 남자 프로레슬링선수다. 키는 184cm, 몸무게는 106kg이다.